# Guarneri
Guarneri är familjenamnet på en grupp fiolbyggare från Cremona, Italien under 1600- och 1700-talet.
- Andrea Guarneri, född 7 december 1626, död 1698.

Två av Andrea Guarneris söner fortsatte i faderns tradition:
- Pietro Giovanni Guarneri, född 18 februari 1655, död 26 mars 1720. Även känd som Pietro da Mantova.
- Giuseppe Giovanni Battista Guarneri, född 25 november 1666, död 1739 eller 1740. Även känd som filius Andreae.

Giuseppe Giovanni Battista Guarneri var far till ytterligare två fiolbyggare:
- Pietro Guarneri, född 14 april 1695, död 7 april 1762. Även känd som Pietro da Venezia.

- Giuseppe Guarneri, född 21 augusti 1686, död 17 oktober 1745. Även känd som Guarneri del Gesù.